# Alan Ball (Drehbuchautor)

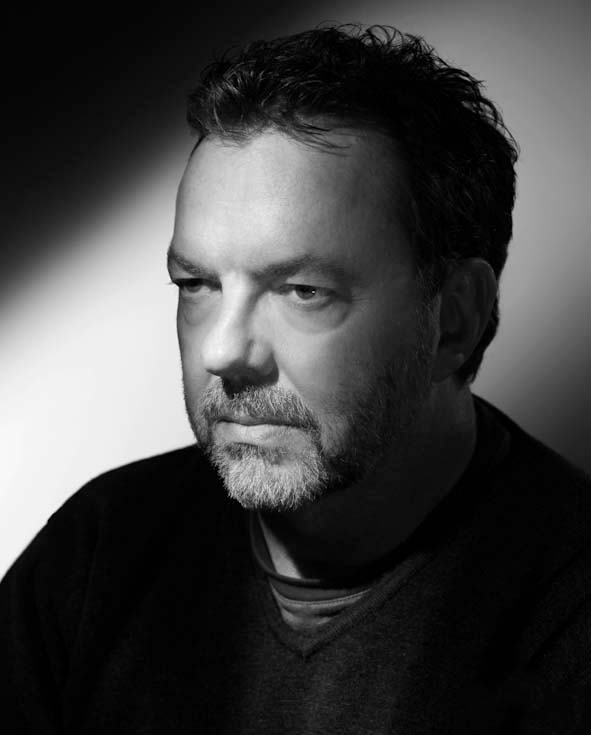
Alan Ball, 2008

Alan Ball (* 13. Mai 1957 in Atlanta, Georgia) ist ein Oscar-prämierter Drehbuchautor, der mit seinem Drehbuch zum Film American Beauty bekannt wurde. Daneben arbeitet er auch als Produzent und Regisseur.

## Leben
Alan Ball ist auch der Schöpfer der erfolgreichen und vielfach ausgezeichneten HBO-Fernsehserie Six Feet Under – Gestorben wird immer (2001–2005), für die er auch als Produzent und gelegentlich als Autor und Regisseur tätig war. Am 27. Februar 2012 trat Ball als Drehbuchautor der Mystery-Serie True Blood ab.
Im Juli 2016 gab HBO bekannt, dass sie zusammen mit Alan Ball an einer neuen Dramaserie arbeiten.
Ball ist Absolvent der Florida State University School of Theatre. Sein langjähriger Lebensgefährte ist der Schauspieler Peter Macdissi.

## Filmografie

### Drehbuchautor
- 1994–1995: Grace (Grace Under Fire, Fernsehserie)
- 1997–1998: Cybill (Fernsehserie)
- 1999: American Beauty
- 1999: Oh, Grow Up (Fernsehserie)
- 2001–2005: Six Feet Under – Gestorben wird immer (Six Feet Under, Fernsehserie)
- 2004: The M Word
- 2007: Nothing Is Private
- 2008–2011: True Blood (Fernsehserie)
- 2018: Here and Now (Fernsehserie)
- 2020: Uncle Frank

### Produzent, oftmals als Executive Producer oder Co-Produzent
- 1997–1998: Cybill (Fernsehserie)
- 1999: American Beauty
- 1999: Oh, Grow Up (Fernsehserie)
- 2001: The Parlor
- 2001–2005: Six Feet Under – Gestorben wird immer (Six Feet Under) (Fernsehserie)
- 2007: Nothing Is Private
- 2008–2011: True Blood (Fernsehserie)
- 2013: Banshee – Small Town. Big Secrets. (Fernsehserie)
- 2018: Here and Now (Fernsehserie)

### Regisseur
- 2001–2005: Six Feet Under – Gestorben wird immer (Six Feet Under) (Fernsehserie, sieben Folgen)
- 2007: Unverblümt – Nichts ist privat (Towelhead)
- 2008: True Blood (Fernsehserie, zwei Folgen)
- 2010: All Signs of Death (Fernsehfilm)
- 2018: Here and Now (Fernsehserie)
- 2020: Uncle Frank

## Auszeichnungen
- 2000 Oscar (Bestes Originaldrehbuch) für American Beauty
- 2002 Emmy (Regie für eine Drama-Serie) für die Pilotfolge von Six Feet Under